# نيفا ترنوبل
نادي نيفا ترنوبل (بالأوكرانية: Тернопільський Професійний Футбольний Клуб «Нива»)‏ هو نادي رياضي أوكراني من مدينة ترنوبل، يلعب حاليا في دوري الدرجة الأولى الأوكراني بعد أن أعلن أنسحابه من المسابقات الأوكرانية في العام 2016 وهو نفس العام الذي أعيد فيه تأسيس النادي تحت اسمه الحالي، ففي الأصل تم تشكيل النادي باسم «نيفا بيدهيتسي» في «بيدهيتسي» وهي بلدة صغيرة في عام 1978، ثم انتقل إلى مركز حي «بيريزاني تشانينغ» تحت اسم «نيفا بيريزاني» في عام 1982، وانتقل أخيرا إلى «ترنوبل» واصبح اسمه نيفا ترنوبل في عام 1985.

## وصلات خارجية
- الموقع الرسمي